# Campeonato Mundial de Voleibol Femenino Sub-18 de 1997
El V Campeonato Mundial de Voleibol Femenino Sub-18 se celebró en Tailandia del 2 de agosto al 10 de agosto de 1997. Fue organizado por la Federación Internacional de Voleibol. El campeonato se jugó en la subsede de Chiang Mai.

## Equipos participantes
| Grupo A         | Grupo B | Grupo C              | Grupo D       |
| --------------- | ------- | -------------------- | ------------- |
| Tailandia       | Cuba    | Brasil               | Corea del Sur |
| Italia          | Ucrania | Eslovaquia           | Rusia         |
| República Checa | Polonia | Países Bajos         | Argentina     |
| Nigeria         | Japón   | República Dominicana | Mauricio      |

## Primera fase

### Grupo A

#### Clasificación
| Pos | Equipo          | PJ | PG | PP | SF | SC | PTS |
| --- | --------------- | -- | -- | -- | -- | -- | --- |
| 1   | Italia          | 3  | 3  | 0  | 9  | 1  | 6   |
| 2   | Tailandia       | 3  | 2  | 1  | 6  | 3  | 5   |
| 3   | República Checa | 3  | 1  | 2  | 4  | 6  | 4   |
| 4   | Nigeria         | 3  | 0  | 3  | 0  | 9  | 3   |

#### Resultados
| Fecha    | Encuentro                   | Resultado | Set   | Set   | Set   | Set   | Set | Puntuación total |
| Fecha    | Encuentro                   | Resultado | 1     | 2     | 3     | 4     | 5   | Puntuación total |
| -------- | --------------------------- | --------- | ----- | ----- | ----- | ----- | --- | ---------------- |
| 02-08-97 | República Checa - Italia    | 1-3       | 13-15 | 15-11 | 03-15 | 09-15 |     | 40-56            |
| 02-08-97 | Tailandia - Nigeria         | 3-0       | 15-00 | 15-02 | 15-02 |       |     | 45-04            |
| 03-08-97 | Italia - Nigeria            | 3-0       | 15-01 | 15-03 | 15-03 |       |     | 45-10            |
| 03-08-97 | República Checa - Tailandia | 0-3       | 12-15 | 11-15 | 12-15 |       |     | 35-45            |
| 04-08-97 | República Checa - Nigeria   | 3-0       | 15-01 | 15-02 | 15-03 |       |     | 45-06            |
| 04-08-97 | Italia - Tailandia          | 3-0       | 15-08 | 15-02 | 15-13 |       |     | 45-23            |

### Grupo B

#### Clasificación
| Pos | Equipo  | PJ | PG | PP | SF | SC | PTS |
| --- | ------- | -- | -- | -- | -- | -- | --- |
| 1   | Polonia | 3  | 3  | 0  | 9  | 3  | 6   |
| 2   | Cuba    | 3  | 1  | 2  | 6  | 7  | 4   |
| 3   | Ucrania | 3  | 1  | 2  | 5  | 7  | 4   |
| 4   | Japón   | 3  | 1  | 2  | 4  | 7  | 4   |

#### Resultados
| Fecha    | Encuentro         | Resultado | Set   | Set   | Set   | Set   | Set   | Puntuación total |
| Fecha    | Encuentro         | Resultado | 1     | 2     | 3     | 4     | 5     | Puntuación total |
| -------- | ----------------- | --------- | ----- | ----- | ----- | ----- | ----- | ---------------- |
| 02-08-97 | Polonia - Japón   | 3-0       | 15-03 | 15-09 | 15-01 |       |       | 45-13            |
| 02-08-97 | Cuba - Ucrania    | 3-1       | 15-07 | 15-05 | 11-15 | 15-13 |       | 56-40            |
| 03-08-97 | Polonia - Cuba    | 3-2       | 16-14 | 15-09 | 12-15 | 12-15 | 15-08 | 70-61            |
| 03-08-97 | Japón - Ucrania   | 1-3       | 05-15 | 09-15 | 15-13 | 14-16 |       | 43-59            |
| 04-08-97 | Japón - Cuba      | 3-1       | 15-06 | 15-05 | 06-15 | 15-05 |       | 51-31            |
| 04-08-97 | Polonia - Ucrania | 3-1       | 15-13 | 15-11 | 12-15 | 15-05 |       | 57-44            |

### Grupo C

#### Clasificación
| Pos | Equipo               | PJ | PG | PP | SF | SC | PTS |
| --- | -------------------- | -- | -- | -- | -- | -- | --- |
| 1   | Brasil               | 3  | 3  | 0  | 9  | 0  | 6   |
| 2   | Eslovaquia           | 3  | 2  | 1  | 6  | 3  | 5   |
| 3   | Países Bajos         | 3  | 1  | 2  | 3  | 6  | 4   |
| 4   | República Dominicana | 3  | 0  | 3  | 0  | 9  | 3   |

#### Resultados
| Fecha    | Encuentro                           | Resultado | Set   | Set   | Set   | Set | Set | Puntuación total |
| Fecha    | Encuentro                           | Resultado | 1     | 2     | 3     | 4   | 5   | Puntuación total |
| -------- | ----------------------------------- | --------- | ----- | ----- | ----- | --- | --- | ---------------- |
| 02-08-97 | Países Bajos - Eslovaquia           | 0-3       | 08-15 | 11-15 | 08-15 |     |     | 27-45            |
| 02-08-97 | Brasil - República Dominicana       | 3-0       | 15-03 | 15-03 | 15-03 |     |     | 45-09            |
| 03-08-97 | Brasil - Países Bajos               | 3-0       | 15-06 | 15-08 | 17-15 |     |     | 47-29            |
| 03-08-97 | República Dominicana - Eslovaquia   | 0-3       | 05-15 | 05-15 | 07-15 |     |     | 17-45            |
| 04-08-97 | Eslovaquia - Brasil                 | 0-3       | 09-15 | 11-15 | 09-15 |     |     | 29-45            |
| 04-08-97 | Países Bajos - República Dominicana | 3-0       | 15-07 | 15-00 | 15-12 |     |     | 45-19            |

### Grupo D

#### Clasificación
| Pos | Equipo        | PJ | PG | PP | SF | SC | PTS |
| --- | ------------- | -- | -- | -- | -- | -- | --- |
| 1   | Corea del Sur | 3  | 3  | 0  | 9  | 1  | 6   |
| 2   | Rusia         | 3  | 2  | 1  | 6  | 3  | 5   |
| 3   | Argentina     | 3  | 1  | 2  | 4  | 6  | 4   |
| 4   | Mauricio      | 3  | 0  | 3  | 0  | 9  | 3   |

#### Resultados
| Fecha    | Encuentro                 | Resultado | Set   | Set   | Set   | Set   | Set | Puntuación total |
| Fecha    | Encuentro                 | Resultado | 1     | 2     | 3     | 4     | 5   | Puntuación total |
| -------- | ------------------------- | --------- | ----- | ----- | ----- | ----- | --- | ---------------- |
| 02-08-97 | Rusia - Mauricio          | 3-0       | 15-00 | 15-04 | 15-02 |       |     | 45-06            |
| 02-08-97 | Argentina - Corea del Sur | 1-3       | 10-15 | 04-15 | 15-12 | 10-15 |     | 39-57            |
| 03-08-97 | Mauricio - Argentina      | 0-3       | 01-15 | 08-15 | 01-15 |       |     | 10-45            |
| 03-08-97 | Corea del Sur - Rusia     | 3-0       | 15-07 | 15-11 | 15-12 |       |     | 45-30            |
| 04-08-97 | Corea del Sur - Mauricio  | 3-0       | 15-02 | 15-02 | 15-00 |       |     | 45-04            |
| 04-08-97 | Argentina - Rusia         | 0-3       | 12-15 | 04-15 | 07-15 |       |     | 23-45            |

#### Clasificación para la Segunda Fase
| – | Clasificado a cuartos de final.                                 |
| – | Clasificado a las eliminatorias por un pase a cuartos de final. |
| – | Eliminado de la Competencia.                                    |

## Segunda fase

### Grupo E
Los campeones de la serie A, B, C y D están clasificados directamente a cuartos de final, se enfrentan por una mejor ubicación. "A" vs "D" / "B" vs "C".

#### Resultados
| Fecha    | Encuentro              | Resultado | Set   | Set   | Set   | Set   | Set | Puntuación total |
| Fecha    | Encuentro              | Resultado | 1     | 2     | 3     | 4     | 5   | Puntuación total |
| -------- | ---------------------- | --------- | ----- | ----- | ----- | ----- | --- | ---------------- |
| 01-08-97 | Brasil - Polonia       | 3-1       | 15-06 | 11-15 | 15-03 | 15-10 |     | 56-34            |
| 01-08-97 | Corea del Sur - Italia | 3-1       | 15-12 | 09-15 | 15-03 | 15-08 |     | 54-38            |

### Grupo F
Los equipos ubicados en la 2ª y 3ª posición se enfrentan en eliminatorias. El equipo ganador pasa a cuartos de final mientras que el equipo que pierde se ubica automáticamente en la posición 9°. 

#### Resultados
| Fase            | Fecha    | Encuentro              | Resultado | Set   | Set   | Set   | Set   | Set   | Puntuación total |
| Fase            | Fecha    | Encuentro              | Resultado | 1     | 2     | 3     | 4     | 5     | Puntuación total |
| --------------- | -------- | ---------------------- | --------- | ----- | ----- | ----- | ----- | ----- | ---------------- |
| Eliminatoria 1° | 05-09-97 | Tailandia - Argentina  | 3-0       | 15-07 | 16-14 | 16-14 |       |       | 47-35            |
| Eliminatoria 2° | 05-09-97 | República Checa - Cuba | 2-3       | 07-15 | 09-15 | 15-07 | 16-14 | 10-15 | 57-66            |
| Eliminatoria 3° | 05-09-97 | Rusia - Países Bajos   | 3-0       | 15-04 | 15-10 | 15-05 |       |       | 45-19            |
| Eliminatoria 4° | 05-09-97 | Eslovaquia - Ucrania   | 0-3       | 08-15 | 05-15 | 15-17 |       |       | 28-47            |

## Fase final

### Por el 1° y 3° puesto
|  | Cuartos de final        | Cuartos de final        |                          |               | Semifinales            | Semifinales            |  |  | Final                    | Final |
|  |                         |                         |                          |               |                        |                        |  |  |                          |       |
|  | 8 de agosto - Tailandia |                         |                          |               |                        |                        |  |  |                          |       |
|  |                         |                         |                          |               |                        |                        |  |  |                          |       |
|  | Rusia                   | 3                       |                          |               |                        |                        |  |  |                          |       |
|  | Rusia                   | 3                       | 9 de agosto - Tailandia  |               |                        |                        |  |  |                          |       |
|  | Polonia                 | 0                       |                          |               |                        |                        |  |  |                          |       |
|  | Polonia                 | 0                       | Rusia                    | 3             |                        |                        |  |  |                          |       |
|  | 8 de agosto - Tailandia |                         | Rusia                    | 3             |                        |                        |  |  |                          |       |
|  |                         | Corea del Sur           | 1                        |               |                        |                        |  |  |                          |       |
|  | Corea del Sur           | Corea del Sur           | 1                        | 3             |                        |                        |  |  |                          |       |
|  | Corea del Sur           |                         | 10 de agosto - Tailandia | 3             |                        |                        |  |  |                          |       |
|  | Tailandia               | 1                       |                          |               |                        |                        |  |  |                          |       |
|  | Tailandia               | 1                       | Brasil                   | 3             |                        |                        |  |  |                          |       |
|  | 8 de agosto - Tailandia |                         | Brasil                   | 3             |                        |                        |  |  |                          |       |
|  |                         | Rusia                   | 0                        |               |                        |                        |  |  |                          |       |
|  | Ucrania                 | Rusia                   | 0                        | 1             |                        |                        |  |  |                          |       |
|  | Ucrania                 | 9 de agosto - Tailandia |                          | 1             |                        |                        |  |  |                          |       |
|  | Italia                  | 3                       |                          |               |                        |                        |  |  |                          |       |
|  | Italia                  | 3                       | Brasil                   | 3             | Tercer y cuarto puesto | Tercer y cuarto puesto |  |  |                          |       |
|  | 8 de agosto - Tailandia |                         | Brasil                   | 3             | Tercer y cuarto puesto | Tercer y cuarto puesto |  |  |                          |       |
|  |                         | Italia                  | 0                        |               |                        |                        |  |  |                          |       |
|  | Cuba                    | Italia                  | 0                        | 1             | Italia                 | 3                      |  |  |                          |       |
|  | Cuba                    |                         |                          | 1             | Italia                 | 3                      |  |  |                          |       |
|  | Brasil                  | 3                       |                          | Corea del Sur | 0                      |                        |  |  |                          |       |
|  | Brasil                  | 3                       |                          |               | 0                      |                        |  |  |                          |       |
|  |                         |                         |                          |               |                        |                        |  |  | 10 de agosto - Tailandia |       |
|  |                         |                         |                          |               |                        |                        |  |  |                          |       |

### Cuartos de final
| Fecha    | Encuentro                 | Resultado | Set   | Set   | Set   | Set   | Set | Puntuación total |
| Fecha    | Encuentro                 | Resultado | 1     | 2     | 3     | 4     | 5   | Puntuación total |
| -------- | ------------------------- | --------- | ----- | ----- | ----- | ----- | --- | ---------------- |
| 08-08-97 | Corea del Sur - Tailandia | 3-1       | 09-15 | 17-15 | 15-08 | 15-10 |     | 56-48            |
| 08-08-97 | Polonia - Rusia           | 0-3       | 10-15 | 15-17 | 12-15 |       |     | 37-47            |
| 08-08-97 | Italia - Ucrania          | 3-1       | 13-15 | 15-08 | 12-09 | 15-05 |     | 58-37            |
| 08-08-97 | Cuba - Brasil             | 1-3       | 04-15 | 08-15 | 16-14 | 10-15 |     | 38-59            |

### Semifinales
| Fecha    | Encuentro             | Resultado | Set   | Set   | Set   | Set   | Set | Puntuación total |
| Fecha    | Encuentro             | Resultado | 1     | 2     | 3     | 4     | 5   | Puntuación total |
| -------- | --------------------- | --------- | ----- | ----- | ----- | ----- | --- | ---------------- |
| 09-08-97 | Rusia - Corea del Sur | 3-1       | 15-07 | 16-14 | 09-15 | 15-01 |     | 55-37            |
| 09-08-97 | Brasil - Italia       | 3-0       | 15-07 | 15-11 | 15-09 |       |     | 45-27            |

### 3° Puesto
| Fecha    | Encuentro              | Resultado | Set   | Set   | Set   | Set | Set | Puntuación total |
| Fecha    | Encuentro              | Resultado | 1     | 2     | 3     | 4   | 5   | Puntuación total |
| -------- | ---------------------- | --------- | ----- | ----- | ----- | --- | --- | ---------------- |
| 10-08-97 | Italia - Corea del Sur | 3-0       | 15-06 | 15-05 | 15-04 |     |     | 45-15            |

### 1° Puesto
| Fecha    | Encuentro      | Resultado | Set   | Set   | Set   | Set | Set | Puntuación total |
| Fecha    | Encuentro      | Resultado | 1     | 2     | 3     | 4   | 5   | Puntuación total |
| -------- | -------------- | --------- | ----- | ----- | ----- | --- | --- | ---------------- |
| 10-08-97 | Brasil - Rusia | 3-0       | 15-10 | 15-03 | 15-10 |     |     | 45-23            |

### Por el 5° y 7º puesto
|  | Semifinales 5° - 7° | Semifinales 5° - 7° |   |      | 5º puesto | 5º puesto |  |
|  |                     |                     |   |      |           |           |  |
|  |                     |                     |   |      |           |           |  |
|  |                     |                     |   |      |           |           |  |
|  | Ucrania             | 3                   |   |      |           |           |  |
|  | Cuba                | 0                   |   |      |           |           |  |
|  |                     |                     |   |      |           |           |  |
|  |                     |                     |   |      |           |           |  |
|  |                     |                     |   |      | Ucrania   | 1         |  |
|  |                     | Tailandia           | 3 |      |           |           |  |
|  |                     |                     |   |      |           |           |  |
|  |                     |                     |   |      |           |           |  |
|  |                     |                     |   |      | 7º puesto |           |  |
|  |                     |                     |   |      |           |           |  |
|  | Tailandia           | 3                   |   | Cuba | 0         |           |  |
|  | Polonia             | 2                   |   |      | Polonia   | 3         |  |

### Clasificación 5°-8°
| Fecha    | Encuentro           | Resultado | Set   | Set   | Set   | Set   | Set   | Puntuación total |
| Fecha    | Encuentro           | Resultado | 1     | 2     | 3     | 4     | 5     | Puntuación total |
| -------- | ------------------- | --------- | ----- | ----- | ----- | ----- | ----- | ---------------- |
| 09-08-97 | Tailandia - Polonia | 3-2       | 11-15 | 15-11 | 15-04 | 10-15 | 15-10 | 66-55            |
| 09-08-97 | Ucrania - Cuba      | 3-0       | 15-05 | 15-04 | 16-14 |       |       | 52-34            |

### Clasificación 7°
| Fecha    | Encuentro      | Resultado | Set   | Set   | Set   | Set   | Set | Puntuación total |
| Fecha    | Encuentro      | Resultado | 1     | 2     | 3     | 4     | 5   | Puntuación total |
| -------- | -------------- | --------- | ----- | ----- | ----- | ----- | --- | ---------------- |
| 10-08-97 | Cuba - Polonia | 1-3       | 12-15 | 15-07 | 07-15 | 00-15 |     | 34-52            |

### Clasificación 5°
| Fecha    | Encuentro           | Resultado | Set   | Set   | Set   | Set   | Set | Puntuación total |
| Fecha    | Encuentro           | Resultado | 1     | 2     | 3     | 4     | 5   | Puntuación total |
| -------- | ------------------- | --------- | ----- | ----- | ----- | ----- | --- | ---------------- |
| 10-08-97 | Ucrania - Tailandia | 1-3       | 06-15 | 05-15 | 17-15 | 13-15 |     | 41-60            |

## Podio
| Brasil    |
| 1º Título |
| Brasil    |

## Clasificación general
| Pos | Equipo                                            |
| --- | ------------------------------------------------- |
| 1   | Brasil                                            |
| 2   | Rusia                                             |
| 3   | Italia                                            |
| 4   | Corea del Sur                                     |
| 5   | Tailandia                                         |
| 6   | Ucrania                                           |
| 7   | Polonia                                           |
| 8   | Cuba                                              |
| 9   | Argentina Eslovaquia Países Bajos República Checa |
| 13  | Japón Mauricio Nigeria República Dominicana       |

## Distinciones individuales
| - Most Valuable Player - Erika Coimbra (BRA) - Mejor Anotadora - Erika Coimbra (BRA) - Mejor Atacante - Erika Coimbra (BRA) - Mejor Bloqueadora - Lira Ribas (BRA) | - Mejor Sacadora - Thais Barboza (BRA) - Mejor Armadora - Lira Xavier (BRA) - Mejor Recepción - Karazyna Mroczkowska (POL) - Mejor Defensa - Annalisa David (ITA) |

| Predecesor: Francia 1995 | Campeonato Mundial de Voleibol Femenino Sub-18 Tailandia 1997 | Sucesor: Portugal 1999 |

- Datos: Q2954060